# Ferragús

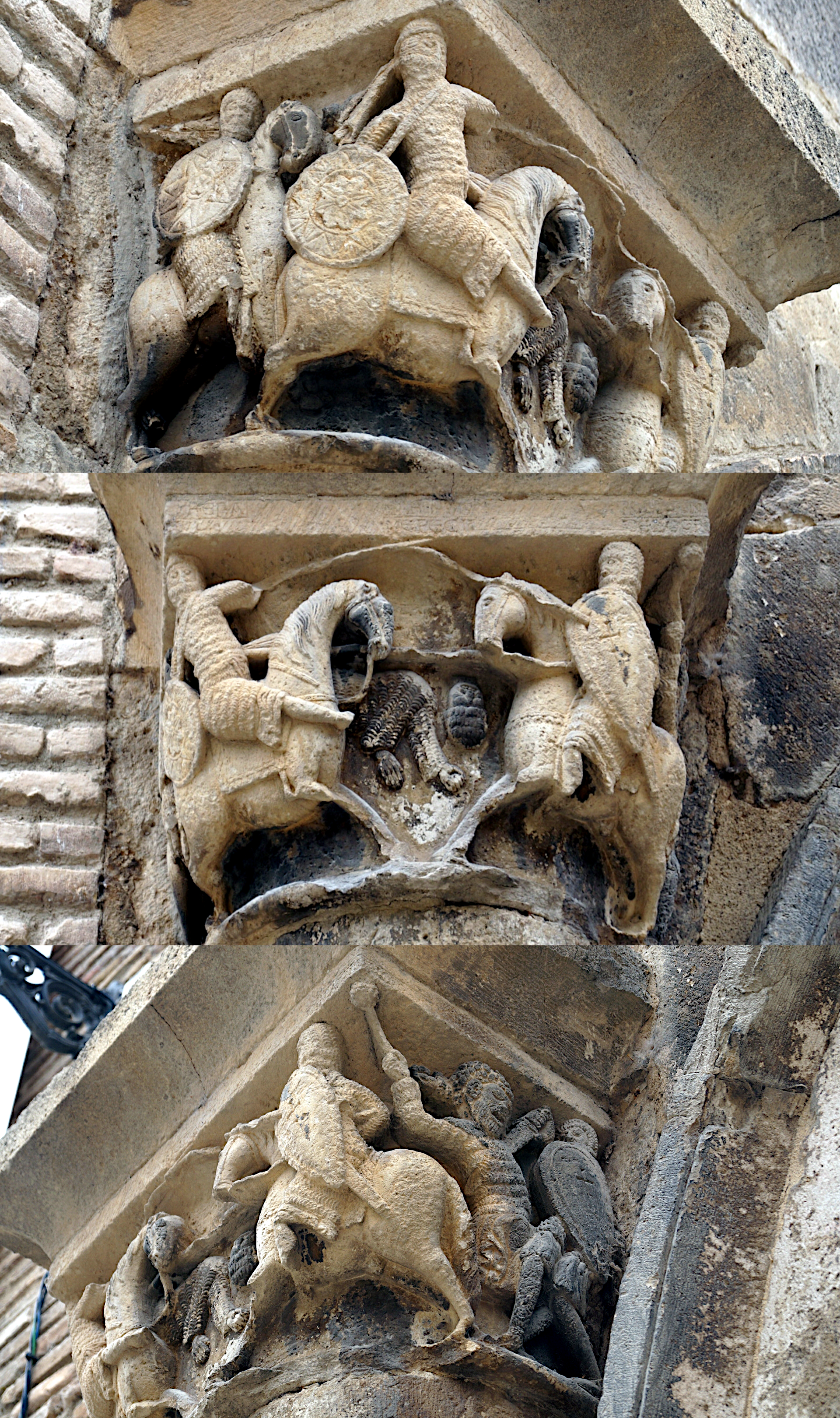
Combate entre Roldán y Ferragut (Palacio de los Reyes de Navarra en Estella).

Ferragús, Ferragut o Ferraguz (nombres con los que se le denomina en castellano actual) es un personaje de ficción que aparece en la historia del emperador Carlomagno, un gigante soberbio, tan alto como dos hombres muy grandes; su cara tiene dos palmos de largo, y otro tanto de ancho; muy fornido de cuerpo, sus brazos y piernas parecen grandes vigas de lagar, y tiene la fuerza de cuarenta hombres. Venció a once de los pares de Carlomagno, pero, tras un combate de varios días con Roldán, el más esforzado de todos ellos, sucumbió después de ser herido con un puñal en el ombligo y le cortaron la cabeza al negarse a recibir el bautismo.   
Ferragut (nombre del gigante en latín) aparece en el "Libro IV — Conquistas de Carlomagno" del Codex Calixtinus (173v-176v, Capítulo XVII) protegiendo la ciudad de Nájera hasta que es apuñalado por Roldán.
Ferraguto/Ferrau (en italiano) es el nombre del personaje en el Orlando enamorado de Matteo Maria Boiardo y en el Orlando furioso de Ludovico Ariosto.